# Torneio Rio-São Paulo 1955
Das Torneio Rio-São Paulo 1955 war die achte Austragung des Torneio Rio-São Paulo, eines Fußballpokalwettbewerbs in Brasilien. Er wurde vom 6. April bis 5. Juni 1955 ausgetragen. Der offizielle Name des Turniers war Torneio Roberto Gomes Pedrosa.

## Modus
Alle Klubs traten nur einmal gegeneinander an. Der punktbeste Klub wurde Turniersieger. Zum Ende des Turniers hatten Associação Portuguesa de Desportos und SE Palmeiras 13 Punkte gesammelt. Dadurch wurden zwei Entscheidungsspiele notwendig, welche Portuguesa für sich entscheiden konnte.

## Teilnehmer
| Teilnehmer Rio de Janeiro | Teilnehmer São Paulo               |
| ------------------------- | ---------------------------------- |
| America FC (RJ)           | SC Corinthians                     |
| Botafogo FR               | SE Palmeiras                       |
| CR Flamengo               | Associação Portuguesa de Desportos |
| Fluminense FC             | FC Santos                          |
| CR Vasco da Gama          | FC São Paulo                       |

## Tabelle
| Pl. | Verein                             | Sp. | S | U | N | Tore    | Diff. | Punkte |
| --- | ---------------------------------- | --- | - | - | - | ------- | ----- | ------ |
| 1.  | Associação Portuguesa de Desportos | 9   | 5 | 3 | 1 | 026:150 | +11   | 13     |
| 2.  | SE Palmeiras                       | 9   | 6 | 1 | 2 | 032:190 | +13   | 13     |
| 3.  | Botafogo FR                        | 9   | 4 | 3 | 2 | 012:120 | ±0    | 11     |
| 4.  | CR Flamengo                        | 9   | 4 | 2 | 3 | 016:140 | +2    | 10     |
| 5.  | FC Santos                          | 9   | 4 | 1 | 4 | 017:210 | −4    | 09     |
| 6.  | America FC (RJ)                    | 9   | 3 | 3 | 3 | 018:240 | −6    | 09     |
| 7.  | CR Vasco da Gama                   | 9   | 2 | 3 | 4 | 015:150 | ±0    | 07     |
| 8.  | Fluminense FC                      | 9   | 3 | 1 | 5 | 015:210 | −6    | 07     |
| 9.  | FC São Paulo                       | 9   | 2 | 2 | 5 | 011:160 | −5    | 06     |
| 10. | SC Corinthians                     | 9   | 1 | 3 | 5 | 018:230 | −5    | 05     |

## Kreuztabelle
| 1955        | America | Botafogo | SC Corinthians | Flamengo | Fluminense | Palmeiras | Portuguesa | Santos | São Paulo | Vasco |
| ----------- | ------- | -------- | -------------- | -------- | ---------- | --------- | ---------- | ------ | --------- | ----- |
| America     | –       | 3:1      |                | 2:1      | 3:2        |           | 2:4        |        |           | 1:1   |
| Botafogo    |         | –        |                | 0:0      | 1:1        | 3:2       |            |        | 1:1       | 2:0   |
| Corinthians | 1:1     | 0:1      | –              |          |            |           | 5:5        | 2:1    |           | 5:5   |
| Flamengo    |         |          | 2:0            | –        |            |           | 1:1        | 5:1    |           | 2:1   |
| Fluminense  |         |          | 2:1            | 3:1      | –          | 2:5       |            |        |           |       |
| Palmeiras   | 10:3    |          | 2:1            | 4:1      |            | –         |            | 4:4    | 1:0       | 2:0   |
| Portuguesa  |         | 1:3      |                |          | 3:1        | 5:2       | –          | 5:1    | 2:0       |       |
| Santos      | 3:2     |          |                |          | 2:1        |           |            | –      | 2:0       |       |
| São Paulo   | 1:1     | 3:0      | 4:3            | 2:3      | 1:2        |           |            |        | –         |       |
| Vasco       |         |          |                |          | 4:1        |           | 0:0        | 2:0    | 1:2       | –     |

## Entscheidungsrunde

### Hinspiel
| SE Palmeiras                                    | SE Palmeiras | Associação Portuguesa de Desportos | Associação Portuguesa de Desportos |
| ----------------------------------------------- | --- | --- | ---------------------------------- |
| SE Palmeiras                                    | \| 29. Mai 1955 in São Paulo (Estádio do Pacaembu) \| \| Ergebnis: 2:2 (1:1) \| \| Schiedsrichter: Mário Vianna ( Rio de Janeiro) \|                                                                  | \| 29. Mai 1955 in São Paulo (Estádio do Pacaembu) \| \| Ergebnis: 2:2 (1:1) \| \| Schiedsrichter: Mário Vianna ( Rio de Janeiro) \|                    | Associação Portuguesa de Desportos |
| SE Palmeiras                                    | Laércio – Manoelito, Waldir – Belmiro, Valdemar Carabina, Gérsio Passadore – Renatinho, Humberto Tozzi, Ney , Ivan Bahiense, Francisco Rodrigues Reserve Mário , Liminha Cheftrainer: Cláudio Cardoso | Cabeção – Nena, Floriano – Djalma Santos, Brandãozinho, Zinho – Edmur Ribeiro, Ipojucan, Aírton, Átis, Ortega Reserve Zé Amaro Cheftrainer: Délio Neves | Associação Portuguesa de Desportos |
| SE Palmeiras                                    | 1:0 Renatinho (39.) 2:1 Ivan Bahiense (60.) | 1:1 Edmur Ribeiro (41.) 2:2 Aírton (65.) | Associação Portuguesa de Desportos |
| 29. Mai 1955 in São Paulo (Estádio do Pacaembu) | | |                                    |
| Ergebnis: 2:2 (1:1)                             | | |                                    |
| Schiedsrichter: Mário Vianna ( Rio de Janeiro)  | | |                                    |

### Rückspiel
| Associação Portuguesa de Desportos              | Associação Portuguesa de Desportos | SE Palmeiras | SE Palmeiras |
| ----------------------------------------------- | --- | --- | ------------ |
| Associação Portuguesa de Desportos              | \| 5. Juni 1955 in São Paulo (Estádio do Pacaembu) \| \| Ergebnis: 2:0 (1:0) \| \| Zuschauer: 40.000 \| \| Schiedsrichter: Mário Vianna ( Rio de Janeiro) \| | \| 5. Juni 1955 in São Paulo (Estádio do Pacaembu) \| \| Ergebnis: 2:0 (1:0) \| \| Zuschauer: 40.000 \| \| Schiedsrichter: Mário Vianna ( Rio de Janeiro) \|                | SE Palmeiras |
| Associação Portuguesa de Desportos              | Cabeção – Nena, Floriano – Djalma Santos, Brandãozinho, Zinho – Julinho, Ipojucan, Aírton, Edmur Ribeiro, Ortega Cheftrainer: Délio Neves                    | Laércio – Manoelito, Mário – Belmiro, Valdemar Carabina, Gérsio Passadore – Renatinho, Humberto Tozzi, Ney, Ivan Bahiense, Francisco Rodrigues Cheftrainer: Cláudio Cardoso | SE Palmeiras |
| Associação Portuguesa de Desportos              | 1:0 Julinho (36.) 2:0 Ipojucan (63.) | | SE Palmeiras |
| 5. Juni 1955 in São Paulo (Estádio do Pacaembu) | | |              |
| Ergebnis: 2:0 (1:0)                             | | |              |
| Zuschauer: 40.000                               | | |              |
| Schiedsrichter: Mário Vianna ( Rio de Janeiro)  | | |              |

## Die Meistermannschaft
| 2. Titel | Associação Portuguesa de Desportos |
|          | - Tor: Cabeção, Felix - Abwehr: Nena, Floriano, Otacílio, Hermínio - Mittelfeld: Djalma Santos, Brandãozinho, Zinho, Tião Macalé - Angriff: Julinho, Ipojucan, Aírton, Edmur Ribeiro, Ortega, Zé Amaro, Paraguaio, Nininho - Trainer: Délio Neves |

## Torschützenliste
| Pl. | Nat.        | Spieler             | Klub                               | Tore |
| --- | ----------- | ------------------- | ---------------------------------- | ---- |
| 1   | Brasilianer | Edmur Ribeiro       | Associação Portuguesa de Desportos | 11   |
| 2   | Brasilianer | Humberto Tozzi      | SE Palmeiras                       | 9    |
|     | Brasilianer | Francisco Rodrigues | SE Palmeiras                       | 9    |
| 4   | Brasilianer | Dino da Costa       | Botafogo FR                        | 7    |
|     | Brasilianer | Washington          | America FC (RJ)                    | 7    |
| 6   | Brasilianer | Julinho             | Associação Portuguesa de Desportos | 6    |
|     | Brasilianer | Ney                 | SE Palmeiras                       | 6    |